# Dobromir Dziewulak
Dobromir Adrian Dziewulak (ur. 24 lutego 1958) – polski nauczyciel akademicki, profesor Uniwersytetu Warszawskiego, doktor nauk humanistycznych, urzędnik, dyplomata, Konsul Generalny RP w Montrealu (1996–2000), ekspert Kancelarii Sejmu RP.

## Życiorys
Ukończył XV Liceum Ogólnokształcące im. Narcyzy Żmichowskiej w Warszawie. Absolwent studiów magisterskich w Uniwersytecie Warszawskim, studiów doktoranckich w Uniwersytecie Strasburskim oraz programu Executive MBA we Francuskim Instytucie Zarządzania. Uzyskał stopień doktora nauk humanistycznych w Uniwersytecie Warszawskim na podstawie pracy pt. Polityka oświatowa Wspólnoty Europejskiej, której promotorką była Alicja Siemak-Tylikowska. W 2022 uchwałą Senatu Uniwersytetu Warszawskiego otrzymał mianowanie na stanowisko profesora uczelni.
Od 1985 pracownik naukowo-dydaktyczny Wydziału Pedagogicznego Uniwersytetu Warszawskiego. Twórca programów kształcenia doktorantów i nauczycieli akademickich. Współzałożyciel międzynarodowego zespołu badawczego, szwajcarsko-polskiej Genewskiej Grupy Badań nad Nowym Wychowaniem. Wykładowca dydaktyki w Szkole Głównej Handlowej i Politechnice Warszawskiej. Prowadził wykłady w Krajowej Szkole Administracji Publicznej oraz w uniwersytetach w Genewie i Strasburgu. Wykładowca protokołu dyplomatycznego w Uniwersytecie Otwartym Uniwersytetu Warszawskiego.
W ramach działalności urzędniczej pełnił takie funkcje jak: ekspert w Urzędzie Rady Ministrów w Biurze Pełnomocnika Rządu ds. Integracji Europejskiej i Pomocy Zagranicznej, sekretarz polskiej delegacji Sejmu i Senatu RP do Zgromadzenia Parlamentarnego Rady Europy, wicedyrektor Biura Spraw Międzynarodowych w Kancelarii Sejmu, Konsul Generalny RP w Montrealu, ekspert Kancelarii Sejmu RP.

## Działalność społeczna
Instruktor harcerski, Podharcmistrz, inicjator ruchu harcerskiego w warszawskiej dzielnicy Ursynów. Założyciel i drużynowy pierwszej harcerskiej ursynowskiej drużyny Żagiew, a następnie pierwszy komendant Ursynowskiego Szczepu 277 WDHiZ. Od 1998 Kawaler Komandor Zakonu Rycerzy Świętej Katarzyny z Synaju (fr. Chevalier Commandeur L'Ordre des Chevaliers de Sainte-Catherine du Sinaï).

## Publikacje
Autor i współautor ponad 130 publikacji naukowych, popularnonaukowych i ekspertyz oraz haseł do encyklopedii na temat dydaktyki i polityki oświatowej ze szczególnym uwzględnieniem polityki oświatowej w państwach Unii Europejskiej, a także autor publikacji na temat protokołu dyplomatycznego.
Członek kolegium redakcyjnego wydawanego przez Biuro Analiz Sejmowych Kancelarii Sejmu czasopisma naukowego „Studia BAS” oraz redaktor naczelny czasopisma „Analizy BAS”.

### Publikacje książkowe
- Polityka oświatowa Wspólnoty Europejskiej[15]
- Systemy szkolne państw Unii Europejskiej[16]
- Słownik Parlamentarny. Polski, English, Français, Deutsch[17]
- Nauka i szkolnictwo wyższe – wyzwania współczesności[18]
- Ustroje szkolne państw członkowskich Unii Europejskiej[19]
- Polityka oświatowa. Przegląd ekspertyz z wybranych obszarów oświatowych (lata 2008–2018)[20]
- Nabywanie obywatelstwa w Unii Europejskiej i innych państwach. Wybrane aspekty[21]

## Odznaczenia
- Srebrny Krzyż Zasługi (2004)[1]